# Stjepan Hrastovec
Stjepan Hrastovec (Kućan Gornji kod Varaždina, 10. prosinca 1909.), hrvatski domovinski i iseljenički književnik i novinar.

## Životopis
Rodio se je u Kućanu Gornjem. U Biškupcu je pohađao pučku šklu. U Varaždinu je završio prvi razred gimnazije, a ostale i maturu u Zagrebu kao đak Nadbiskupske klasične gimnazije u Zagrebu. Stihove je pisao od gimnazijske dobi.  Odslušao je jedan semestar teologije, a onda je upisao je i diplomirao pravo na Sveučilištu u Zagrebu.  Radio je kao novinar i pisao pjesme. U tjedniku iz Zagreba Hrvatskoj straži bio je u uredništvu desetak godina. Tijekom rata bio je u Budimpešti tri godine kao dopisnik zagrebačkog tiska. Zatim je došao raditi u tehničkom odjelu uredništva Hrvatske enciklopedije. Surađivao je u više listova, kao što su Zumbuli, Mladost, Luč (čiji je bio urednik), Obitelj i Hrvatska revija. Emigrirao je 1945. godine. U Austriji je bio do 1950. godine. Zatim je otišao u Kanadu gdje se nastanio u Ontariju u Windsoru. Radio je u winsdorskoj bolnici. Otkako je emigrirao, kadšto se pojavio u iseljeničkom tisku: u Hrvatskom glasu, Danici, Katoličkom kalendaru i Hrvatskoj reviji.

## Djela
Objavio je djela:
- Budna zemlja, 1940.

- Darovi vremena, 1978.

- Susret snova, 1983.

- Tragom riječi, 1989.

## Nagrade i priznanja
- Šimun Šito Ćorić uvrstio ga je u svoju antologiju 60 hrvatskih emigrantskih pisaca. Zastupljen u skupnoj zbirci pjesama Lirika grude (Zagreb,  1934.) i u nekoliko hrvatskih migrantskih antologija pjesama.[1]